# Абърдийн-ангъс
Абърдийн-ангъс е порода едър рогат добитък, създадена в североизточна Шотландия.
Живата маса на кравите от тази порода е 500 – 550 кг, а на биковете – 700 – 800 кг. Характеризира се с малка и нежна глава, удължено и силно замускулено тяло, къси и нежни крайници, жив темперамент, стигащ до злонравие. Цветът на космената покривка е черен.
Съществени признаци за породата са безрогието, дребноплодието, високата скорозрелост, добрата аклиматизационна способност, добрите майчински качества, дълголетието, пригодността към пасищно отглеждане, добрата месна продуктивност, високото качество на месото (отлично мраморирано, крехко, тънковлакнесто и вкусно) и много високият кланичен рандеман (65-70%) при най-благоприятно съотношение на месото и костите в трупа (86-88:14-12%).
Абърдийн-ангъс е породата широко разпространена в Северна и Южна Америка, Нова Зеландия, Австралия, Великобритания и др. В България през 1981 г. са внесени разплодни женски животни и бици от Канада за нуждите на месодайното говедовъдство.